# Ammopolia castaneotransversa
Ammopolia castaneotransversa là một loài bướm đêm trong họ Noctuidae.